# Kangura
Kangura fue una revista de habla francesa y kiñaruanda que sirvió para avivar el odio étnico de hutus contra tutsis, en el período previo al Genocidio de Ruanda. Fue fundada en 1990, tras la invasión del grupo rebelde Frente Patriótico Ruandés (FPR), cuya circulación continuó hasta el comienzo del genocidio. La revista era patrocinada por el partido gobernante MRND y editado por su fundador Hassan Ngeze, la revista surgió como respuesta a la revista patrocinada por el FPR llamada Kanguka, adoptando un estilo informal similar. "Kangura" era una palabra ruandesa que significa ''despertar a otros'', en oposición a ''Kanguka'', que significaba ''despierta''.  La revista tuvo su sede en la ciudad de Gisenyi.
La revista sería el equivalente impreso de la Radio Télévision Libre des Mille Collines (RTLM), la cual surgió posteriormente, publicando artículos muy duros que criticaba generalmente al FPR y a la comunidad tutsi. Sus noticias de corte sensacionalistas eran transmitidas de boca en boca hacia una población mayoritariamente analfabeta. Las copias del Kangura eran leídas en reuniones públicas, y a medida que se acercaba el genocidio, eran leídas durante las manifestaciones convocadas por la Interahamwe, grupo paramilitar y ala juvenil del MRND.

## Apoyo y nexos
La revista era financiara por oficiales militares, militantes del MRND y una agencia de inteligencia del gobierno. Entre sus seguidores se encontraban el teniente coronel Anatole Nsengiyumva y el empresario Protais Zigiranyirazo, quienes serían llevados a juicio y condenados por el Tribunal Penal Internacional para Ruanda. Dos ediciones bajo formato bilingüe fueron publicados de forma bimensual, en lotes de 1500 a 3000 copias. Algunas de las primeras ediciones fueron publicadas en imprentas gubernamentales. Debido a los estrechos vínculos entre la revista y el régimen, fue una pieza fundamental para que el régimen de Juvénal Habyarimana propusiera sus ideas pero, aun así, Kangura no dudaba en criticar al mandatario por las concesiones percibidas durante los Acuerdos en Arusha, realizados entre 1992 y 1993, con el grupo rebelde Frente Patriótico Ruandés (FPR).
Kangura se convirtió en un medio clave para fomentar el extremismo, y a su vez, se convirtió en el vocero de la Coalición por la Defensa de la República (CDR), la cual fue creada en febrero de 1992. El CDR era el ala más dura del MRND, que hacían campaña por una nación ''puramente hutu'' y prohibían la admisión de aquellos ruandeses que tuvieran abuelos tutsis. Si bien en un principio el CDR surgió como rechazo a las propuestas de negociación establecidas por Habyarimana y su régimen, pronto desarrolló una vía propia. Roméo Dallaire, Comandante de las Fuerzas de la Misión de Asistencia de las Naciones Unidas para Ruanda, se referiría posteriormente a la revista Kangura como ''su [el CDR] propaganda iracunda'' y un ''periódico groseramente extremista''.
Las extensas conexiones de Kangura con la elite gobernante proporcionó a la revista un conocimiento interno. "La gente que de una u otra forma podrían haber ignorado [la revista] prestaron atención, debido a que Kangura parecía saber lo que iba a suceder antes de que ocurriera", declaró la periodista keniata Mary Kimani.

## Contenido
Un artículo de la sexta edición, publicada en diciembre de 1990, fue la primera publicación de los ''Diez Mandamientos Hutus'' en el que decretaba que todo aquel hutu que interactuaba con los tutsis debían ser considerados traidores. En otro artículo de la misma edición, afirmaba que los tutsis estaban preparados para la guerra en la cual ''no dejarían sobrevivientes''. El reverso de esta edición, se mostraba una imagen del Presidente de Francia, François Mitterrand con la descripción, "Es durante los tiempos difíciles cuando uno llega a conocer los verdaderos amigos."
Una edición publicada el 9 de febrero de 1991 decía: "Aprendamos sobre los inkotanyi [partidarios del FPR] y exterminemos a cada uno de ellos". En otra edición publicada en noviembre de 1991, Ngeze preguntó "¿Qué armas debemos usar para acabar por completo con las cucarachas?" junto con una imagen de un machete. La edición de marzo de 1993 aconsejaba, "Una cucaracha da luz a una cucaracha (...) la historia de Ruanda nos ha demostrado que los tutsis han sido exactamente los mismo, que ellos nunca han cambiado." Kangura afirmó además que algunos hutus eran en realidad tutsis encubiertos, y que estos individuos podían ser reconocidos porque ''carecían de compromiso hacia la causa hutu'', y que el FPR quería llevar a cabo su invasión en 1990, con el fin de restablecer la monarquía tutsi y esclavizar a los hutus.
Las redacciones del fundador Ngeze en la revista, insinuaba regularmente la idea de un exterminio. En la edición 54, publicada en marzo de 1994, Ngeze declaró que el FPR poseía una lista de 1600 personas que asesinarían si lograran llegar al poder, y advertía que "los cómplices del enemigo son bien conocidos. Por lo tanto, los inyenzi deberían tener el valor de entender que están cometiendo un pequeño error, y que serán exterminados."

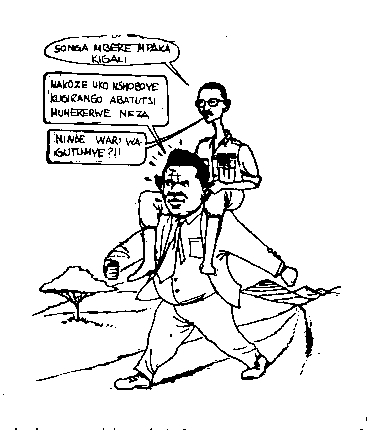
Caricatura que apareció en un artículo que predecía la muerte de Juvénal Habyarimana en marzo, en la edición de enero de 1994.

Kangura también realizaba amenazas contra Habyarimana, especialmente después de que sus patrocinadores se mudaran del MRND al CDR. La edición de diciembre de 1993 declaró que un soldado hutu enfurecido por el Acuerdo de Arusha, pronto iba a asesinar al Presidente. La edición de enero de 1994, predijo que Habyarimana iba a ser asesinado en marzo de ese año.

## Consecuencias
Kangura dejó de publicar el 6 de abril de 1994, luego de que fuese derribado el avión en el que iba Habyarimana y el Presidente de Burundi, Cyprien Ntaryamira, mientras sobrevolaba en Kigali.  Este incidente sin un claro responsable desencadenó el genocidio. Entre 800.000 y un millón de personas fueron asesinados, en su mayoría tutsis, hutus moderados y hutus que intentaron a proteger a los tutsis de las milicias.
Hassan Ngeze, fundador, editor y contador de Kangura, huyó del país cuando el FPR tomó el control del país. Fue arrestado en 1997 y enjuiciado por el Tribunal Penal Internacional para Ruanda por su involucración con Kangura, así como su supervisión de las masacres en su provincia natal de Gisenyi. Su juicio, en conjunto con los cofundadores de la RTLM Ferdinand Nahimana y Jean-Bosco Barayagwiza, fue la primera en establecer que las organizaciones de medios habían sido responsables por haber incitado el genocidio, hecho comparable con el caso editor nazi Julius Streicher, condenado en 1946. En 2003, Ngeze fue condenado a prisión perpetua; Nahimana y Barayagwiza recibieron la misma condena.